# WASP-1b
WASP-1b是一刻環繞著恆星WASP-1的太陽系外行星，距離地球一千的光年，大小跟木星差不多，但是和離母恆星的距離很近，因此被歸類於熱木星。

木星和WASP-1b的大小比較：

| WASP-1b | 木星 |
| ------- | ---- |
|         |      |